# 12751 Kamihayashi
12751 Kamihayashi eller 1993 EU är en asteroid i huvudbältet som upptäcktes den 15 mars 1993 av de båda japanska astronomerna Kazuro Watanabe och Kin Endate vid Kitami-observatoriet. Den är uppkallad efter Kamihayashi i Niigata prefektur.
Asteroiden har en diameter på ungefär 4 kilometer den tillhör asteroidgruppen Nysa.